# Fusigobius maximus
Fusigobius maximus es una especie de peces de la familia de los Gobiidae en el orden de los Perciformes.

## Morfología
Los machos pueden llegar a alcanzar los 7,5 cm de longitud total y las  hembras 6.88.

## Hábitat
Es un pez de Mar, de clima tropical y demersal que vive entre 3-21 m de profundidad.

## Distribución geográfica
Se encuentra en el Mar Rojo, Sri Lanka, Indonesia, las Filipinas y el Mar del Coral.

## Observaciones
Es inofensivo para los humanos.